# جرج کروکشنک
جرج کروکشَنک (انگلیسی: George Cruikshank؛ زاده ۲۷ سپتامبر ۱۷۹۲ در لندن – درگذشته ۱ فوریه ۱۸۷۸ در لندن)، تصویرگر و کاریکاتوریست بریتانیایی دوران ویکتوریا بود. وی به خاطر کاریکاتورهای سیاسی اجتماعی و همچنین تصویرگری سه اثر چارلز دیکنز از جمله الیور تویست (۱۸۳۸) مشهور است.

## نگارخانه

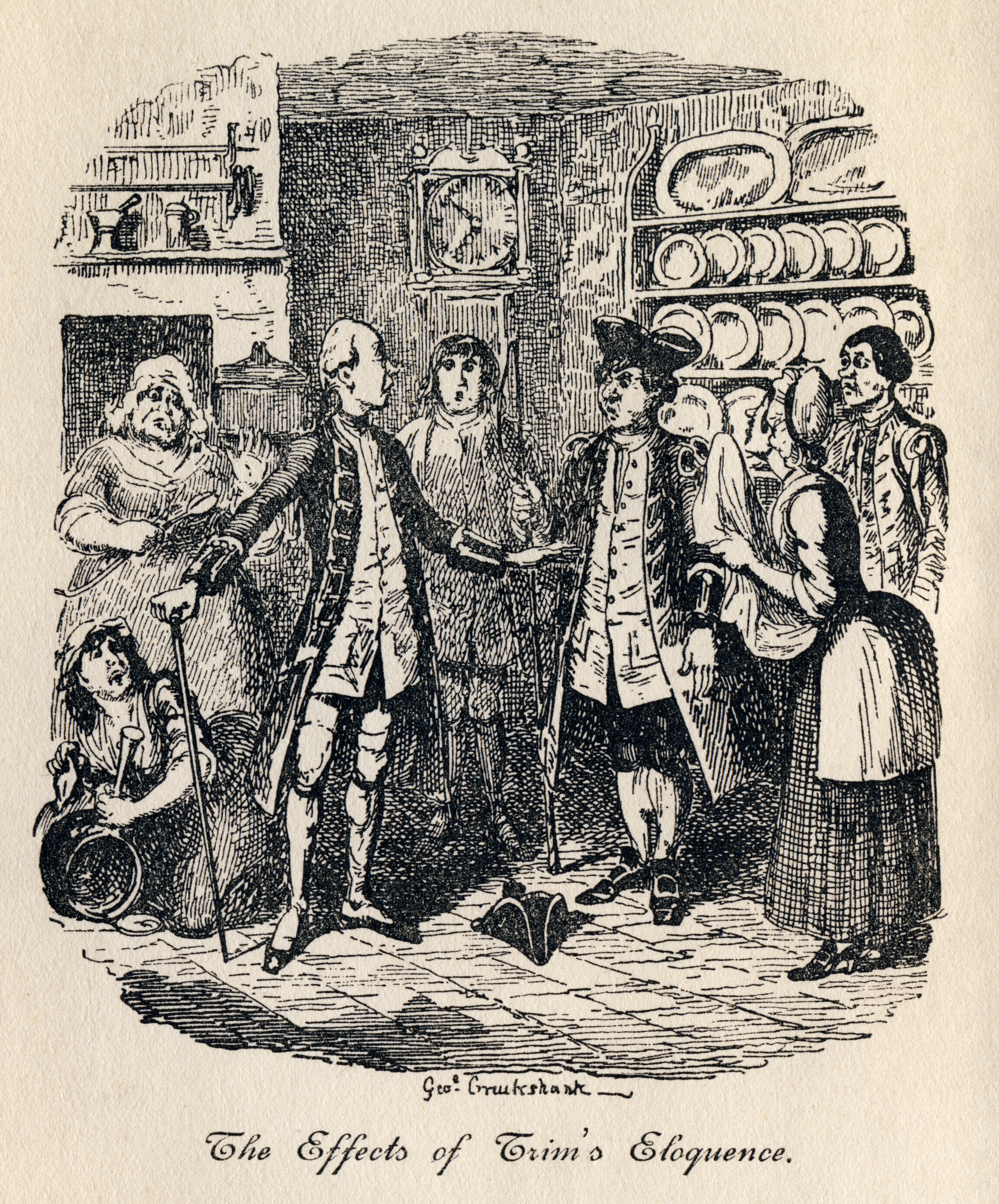
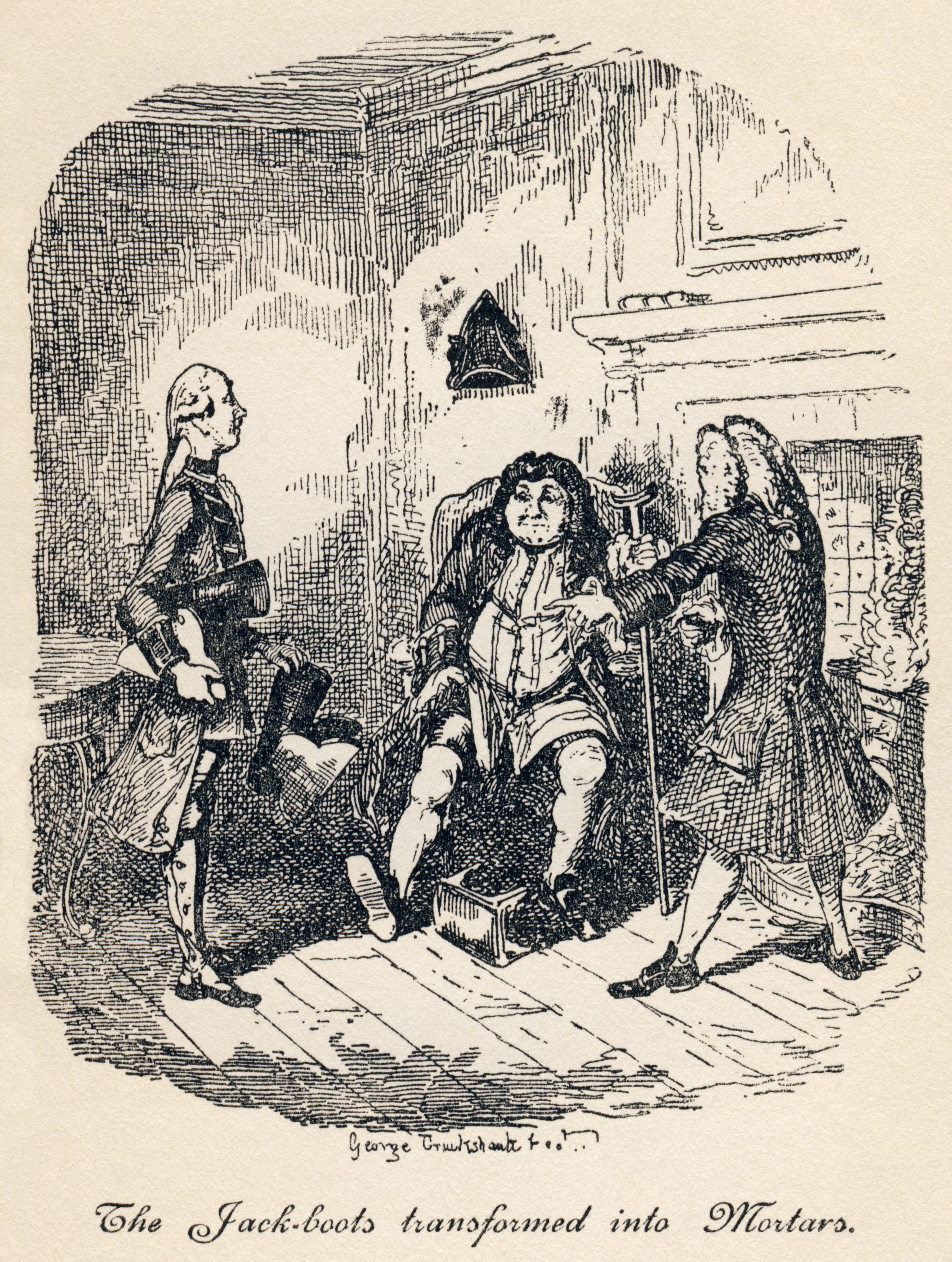
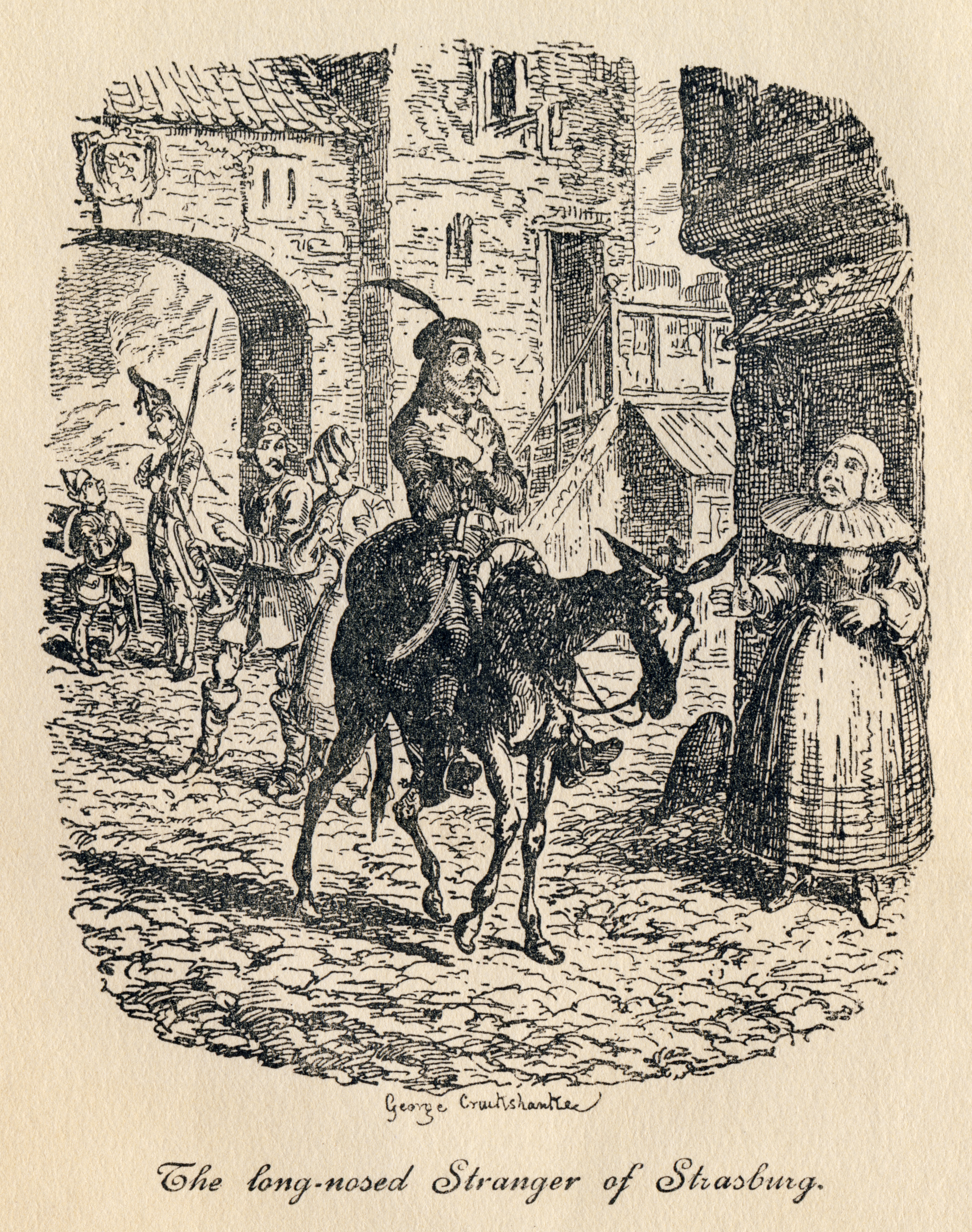
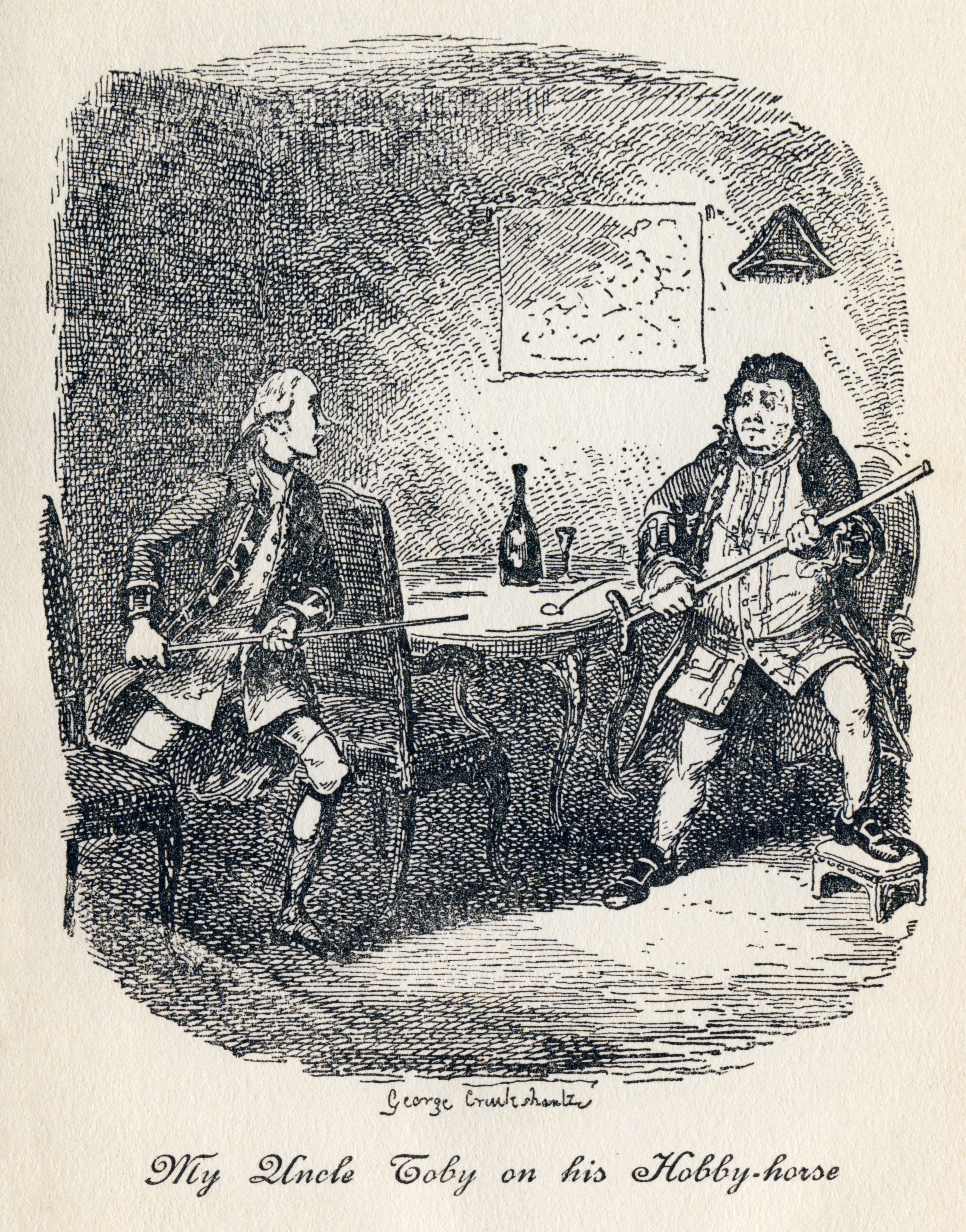
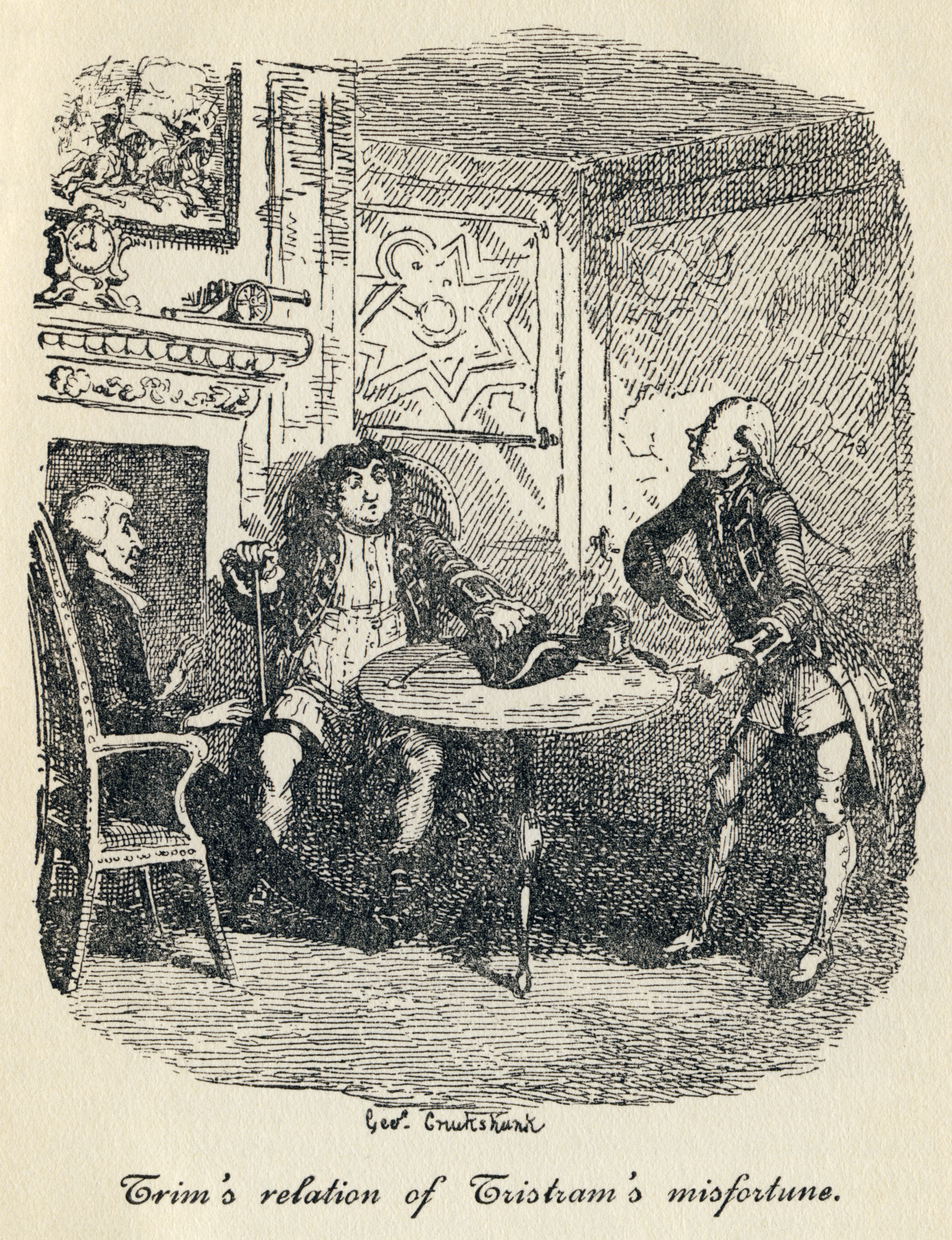
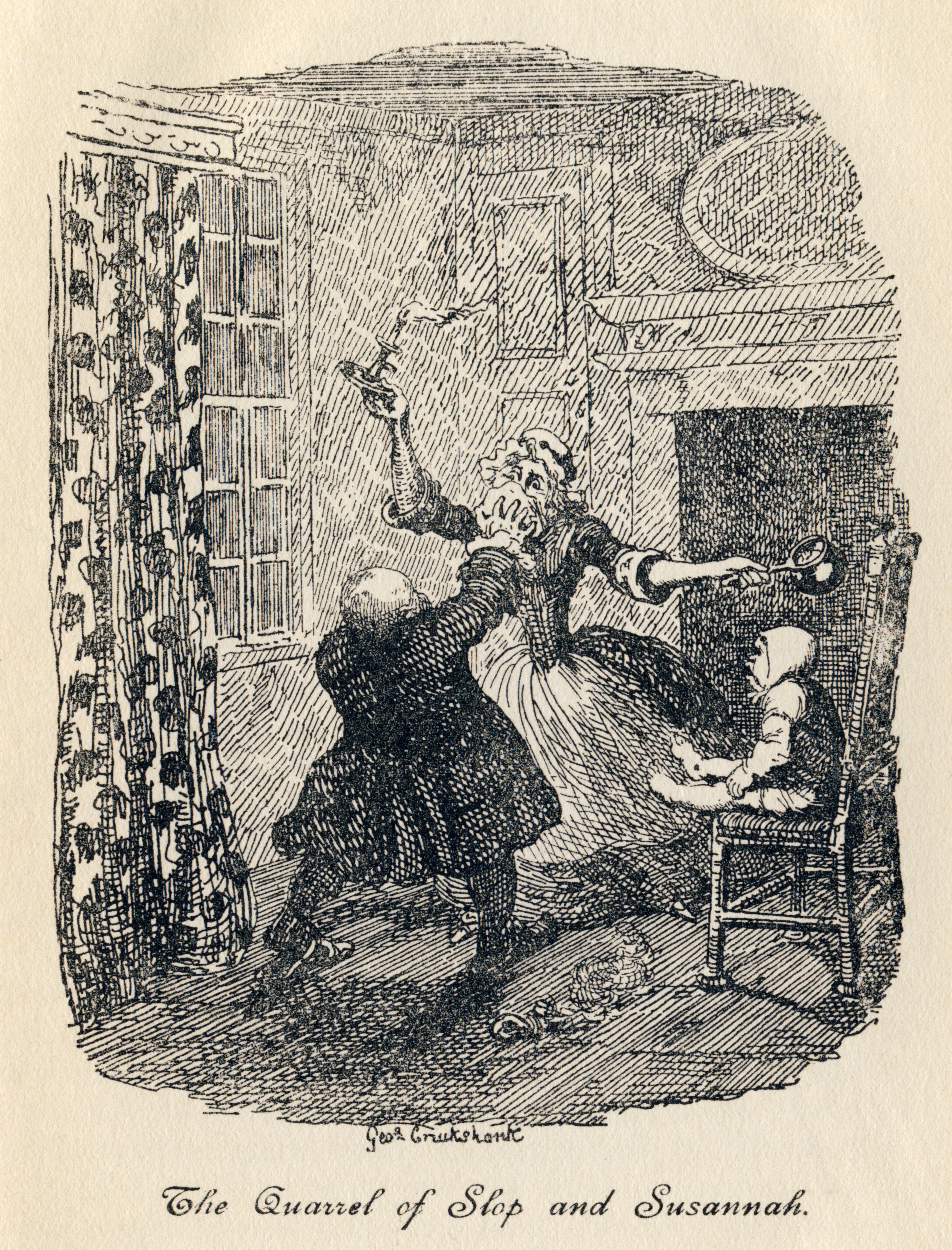
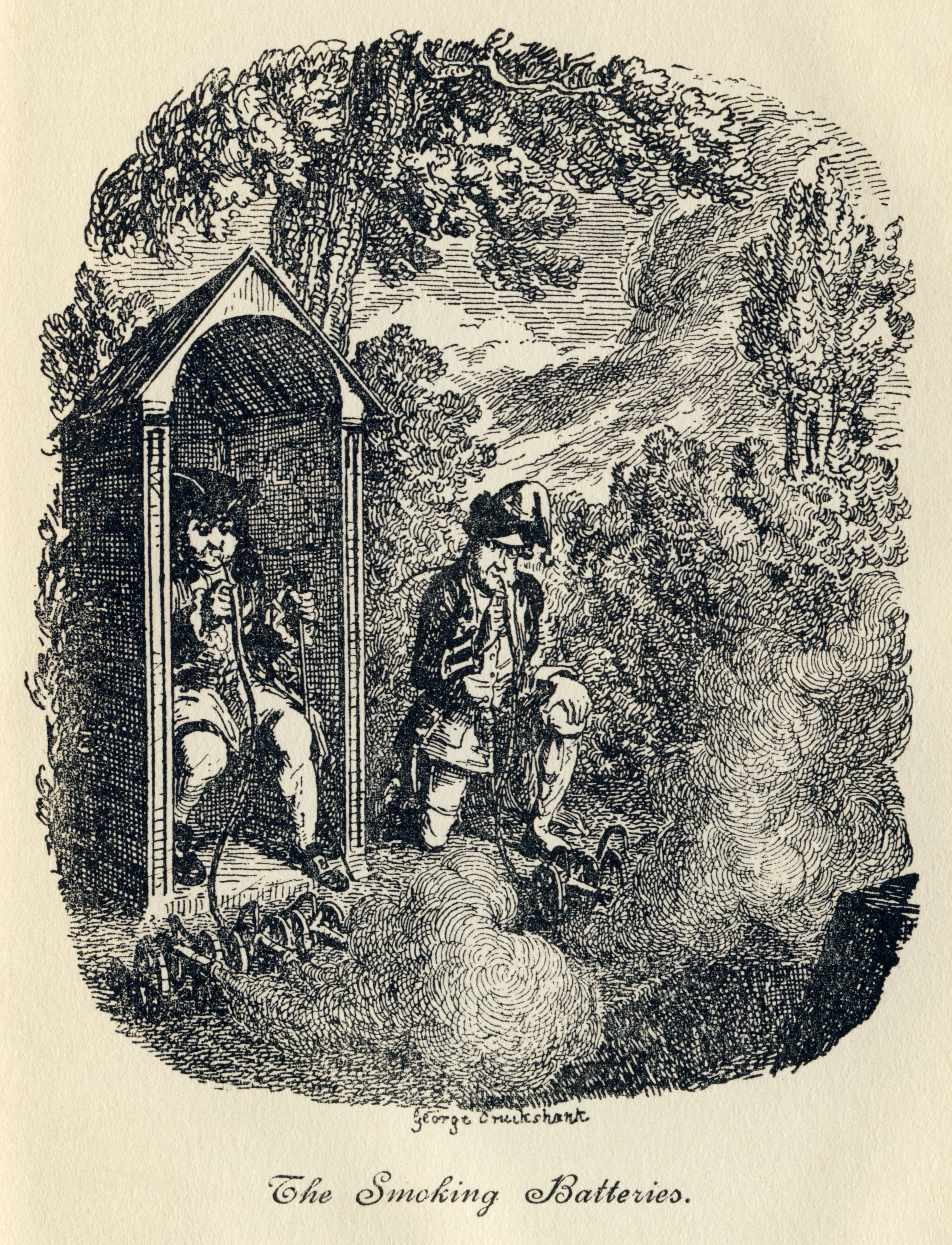